# Roman Janecka
Roman Janecka (Bratislava, 25 febbraio 1972) è un attore e assistente alla regia ceco, conosciuto per il ruolo di Roman nei due film horror Hostel e Hostel: Part II, entrambi diretti da Eli Roth.

## Biografia
Ha lavorato nel cinema come assistente alla regia di registi come Eli Roth, Guillermo del Toro e Fabrizio Costa.

## Filmografia

### Attore

#### Cinema
- 2005 - Hostel, regia di Eli Roth
- 2007 - Hostel: Part II, regia di Eli Roth
- 2008 - A Day's Work, regia di Edward Feldman

#### Aiuto alla regia
- 2004 - Hellboy, regia di Guillermo del Toro
- 2005 - Hostel, regia di Eli Roth
- 2006 - Tristano e Isotta, regia di Kevin Reynolds
- 2006 - L'uomo che rubò la Gioconda, regia di Fabrizio Costa